# Завод метанолу в Арзу
Завод метанолу в Арзу — підприємство хімічної промисловості, яке працює на північному заході Алжиру. За прийнятою в Алжирі системою позначень також відомий як комплекс CP1Z.
Виробництво метанолу в Арзу стало до ладу в 1976 році. Воно має річну потужність у 113 тисяч тонн та використовує як сировину природний газ, що надходить по газотранспортному коридору Хассі-Р'Мель – Арзу.
У 1978-му на майданчику запустили похідне виробництво формальдегіду потужністю 20 тисяч тонн на рік, який своєю чергою використовується для продукування карбамідформальдегідної смоли (також випускають карбамідну, меламінову та фенольну смоли).